# 萩乃水城
萩乃 水城（はぎの みずき、3月7日 - ）は、日本の声優、女優。キャトルステラ預かり。神奈川県出身。

## 人物
以前はEARLY WINGに所属していた。
趣味・特技はハンドメイド、御朱印集め、イラスト、裁縫、ゲーム。

## 出演

### デジタルコミック
- Beeマンガ 主に泣いてます（トキばあ）

### ゲーム
2007年
- Apocalypse〜Desire Next〜（ティーファ）
- ミストオブカオス（ゾロスファー、霧隠桜）

2008年
- スゴロクロニクル〜右手に剣を左手にサイコロを〜（デナル）

2009年
- いつかこの手が穢れる時に -SPECTRAL FORCE LEGACY-（アイラ）
- L2 Love×Loop（チャイ）

2010年
- アガレスト戦記2（シャルディエ）
- 二世の契り（瑠璃丸）

2011年
- 二世の契り 想い出の先へ（瑠璃丸）

2013年
- ギンガフォース（ガーナ）
- 限界凸騎 モンスターモンピース（ケイト）

### ドラマCD
- ミニドラマ&シチュエーションボイス CD「きらきらシェアハウス 〜木曜日のお買い物〜」他（昴 他）- M3(同人)にて配布

### 舞台
- 風の中の少年（姉）
- さくらの木の下で（祐一）
- タイトル（恵子）
- 獏の夢 クリスマスの奇跡（クッキー）
- 約束　大切なもの（ゆり子）
- sky　あの空の向こうに（由起子）
- 儚く散るアクマノ涙（ラード）
- 火星水族館　2072年、惑星探査ロケットで君とランデブー（金田一ココロ）

## ディスコグラフィ
| 発売日  | 商品名                                       | 歌                         | 楽曲 | 備考   |
| 2013年  | 2013年                                       | 2013年                     | 2013年 | 2013年 |
| ------- | -------------------------------------------- | -------------------------- | --- | ------ |
| 4月17日 | いつも口ずさんでた歌を合唱でカヴァーしてみた | フェイバリットソング合唱団 | 「フェイバリットソング合唱団のテーマ」 「CMソングメドレー」 「あなたに」 「キセキ」 「情熱の薔薇」 「空も飛べるはず」 「未来予想図II」 「M」 「フェイバリットソング合唱団エンディング」 |        |

### ユニットメンバー
1. ↑  秋元瑞貴、阿部玲子、石垣奈津美、石川詩乃、内田愛美、大木美和、加藤祐梨、北澤綾香、黒木美咲、雑賀優、坂口愛佳、紗上唄菜、坂本麻美、阪本智美、桜木アミサ、笹本菜津枝、篠永百合、瀬川恵理、竹内麻沙美、谷邊由美、田村奈央、辻綾乃、富永佳恵、中牟田理恵、中村温姫、沼裕華、中芝文香、萩乃水城、濱谷夏帆、三上梨絵、森島亜梨紗、吉田紗和子、羅弘美